# 라코비차

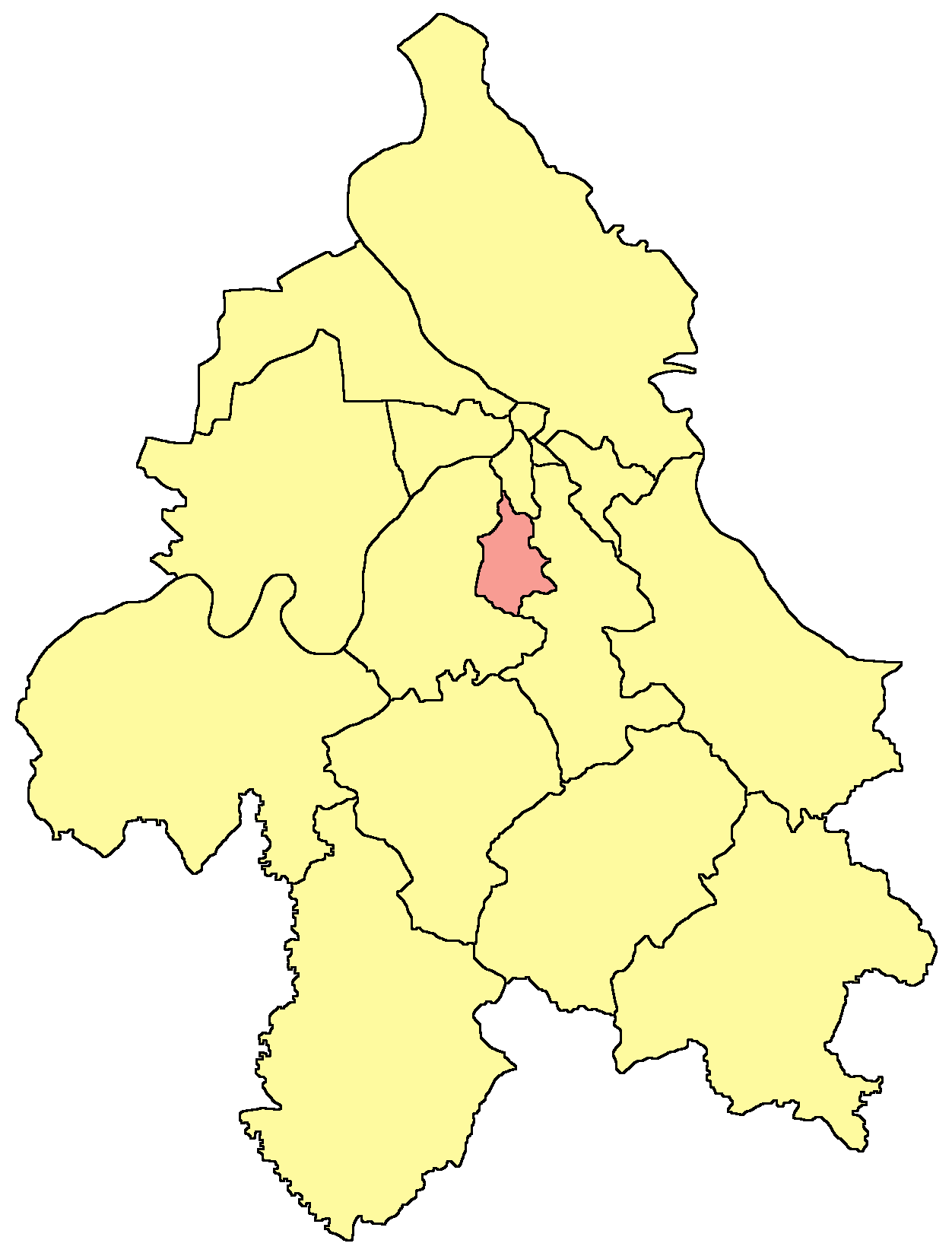
베오그라드 시 지도에 표시된 라코비차의 위치

라코비차(세르비아어: Раковица / Rakovica)는 세르비아의 수도인 베오그라드를 구성하는 17개 지방 자치체 가운데 하나로 면적은 31km2, 인구는 108,641명(2011년 기준)이다. 베오그라드 중부에 위치하며 베오그라드의 주요 산업 시설들이 들어서 있다.

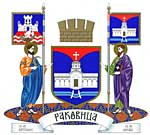
시 문장